# باسلیکا دل ووتو ناسیونال
باسلیکا دل ووتو ناسیونال (به اسپانیایی: Basílica del Voto Nacional) یک کلیسا (ساختمان) در اکوادور است که در Quito Metro واقع شده‌است.